# 卑南廳
卑南廳（1875年－1887年），是臺灣清治時期的一個厅。
1875年（光緒元年）創立之際，轄區北至東澳溪，南至八磘灣，西至中央山脈分水嶺，約當今之臺東縣、花蓮縣、宜蘭縣南部及屏東縣東南部一小塊地區。
1887年（光緒十三年），臺灣建省，卑南廳升格為臺東直隸州。